# Štvrtocký potok
Štvrtocký potok – potok, prawy dopływ potoku Veľká Biela voda w Słowackim Raju. Ma źródła na wysokości około 730 m na północno-wschodnich zboczach szczytu Kopanec (1132 m). Spływa w północno-wschodnim kierunku i uchodzi do potoku Veľká Biela voda na polanie Štvrtocká píla. Następuje to na wysokości około 625 m, tuż przy drodze Hrabušice – Stratená.
W dolnym biegu potoku, nieco powyżej polany, znajduje się niewielki zbiornik wodny Blajzloch. Wzdłuż potoku prowadzi szlak turystyki pieszej z Hrabušic do Strateny.
Szlaki turystyczne
  Podlesok – Hrabušická Píla – Horáreň Sokol – Štvrtocká píla – przełęcz Kopanec – Stratená (Krivian). Czas przejścia: 4 h